# Wilbur (serie de televisión)
Wilbur es una serie animada canadiense producida por Cartoon Pizza, Cookie Jar Entertainment, Mercury Filmworks, EKA Productions, Canadian Broadcasting Corporation, Chilco Productions, Sinking Ship Entertainment, y Discovery Kids, la serie utiliza la técnica de animación stop motion con ciertas escenas animadas en Adobe Flash. Su emisión en los Estados Unidos comenzó en el 21 de abril de 2007 por el canal The Learning Channel y en Latinoamérica comenzó el 6 de agosto de 2007 por el canal Discovery Kids.

## Creación de la serie
Hace varios años atrás la serie fue creada por tres madres (Kim Anton, Jill Luedtke y Tracey Hornbuckle) que notaron una noticia en su vecindario que la programación preescolar era escasa . A la vez visitaron la granja de un amigo ubicada en Utah (EE. UU.) donde había un becerro llamado Wilbur donde los hijos de las mismas madres se encariñaron con él y la granja en si . Las madres dieron la idea de crear una compañía de producción y crear tres videos caseros protagonizando a Wilbur , se distribuyeron dichos videos en un garaje en donde los videos fueron adquiriendo popularidad dando a paso a la obtención de premios y apariciones en el periódico , más tarde Amy Sprecher compró la serie para emitirla en la televisión. 
Los personalidades de los personajes de la serie fueron basadas parcialmente en los hijos de las propias madres ya que la personalidad de Wilbur fue basada en un niño de 8 años , Dasha y Libby fueron basadas en la hijas de las mismas madres.

## Formato
Todo episodio comienza con la apertura de la serie y después se emite el título relacionado con los personajes, los personajes principales son animales antropomórficos en edad preescolar, estos son Wilbur (un becerro), Ray (un gallo), Dasha (una pata) y Libby (una oveja). 
Uno o varios de los personajes están realizando alguna actividad predeterminada, hasta que un problema ocurre y ninguno de los personajes sabe cómo resolverlo, cuando uno de los personajes le pregunta a Wilbur como resolver el problema, este baila involuntariamente diciendo que el baile les dice que vayan a leer un libro, luego Wilbur le pregunta a la audiencia "Mu, mu, mu, ¿Qué quieres hacer tú?", y unos niños le responden "Mu, mu, mu. Leer un libro como tú" después comienza una secuencia donde todos los personajes bailan y los niños dentro del mismo dibujo las cantan, finalmente en la secuencia Wilbur estira la mano hacia una repisa de la cual saca un libro (el cual brilla).
Se sale de la previa secuencia y Wilbur explica tanto el título del libro como el resumen de este en la contratapa, en donde un personaje al azar siempre le pregunta a Wilbur "¿Este libro servirá para ayudarnos en nuestro problema?", finalmente Wilbur lee el libro el cual muestra a los mismos personajes de la serie (solo que con otro nombre y diferente rol) con situaciones parecidas a las que están experimentado los personajes, los cuales resuelven el problema mediante un método en particular. Después de leer el libro, el o los personaje(s) comprende(n) erróneamente lo que quiere explicar el libro (generalmente) por lo que se le vuelve a repasar, pero esta vez dos niños aleatorios explican resumidamente el libro y los personajes entienden lo que quiere explicar el libro. Finalmente resuelven el problema. Es aquí cuando Wilbur dice su frase "Los libros son maravillosos".
Durante el transcurso de la lectura los personajes dentro del libro y los escenarios están animados en Adobe Flash. También hay personajes secundarios que son (generalmente) animales antropomórficos (Ej: un cerdo, una gallina, un ratón, etc.) los cuales tienen una participación minoritaria. 
Además aparecen cortos musicales entre los episodios, los cuales se centran en la relación entre los niños en edad preescolar y los libros, o en niños realizando algo que tiene que ver con el tema del episodio y el libro. En este último caso las canciones las canta una voz adulta masculina o femenina acompañada de las voces infantiles.

## Personajes
- Wilbur: El protagonista de la serie es un becerro muy entusiasta, amable, gracioso, amoroso y feliz de 8 años de edad, que ama la diversión cuyo corral sirve como plataforma para la aventura, historias, canciones, juegos y risas con sus amigos de corral, Ray, Dasha y Libby. Wilbur es muy impaciente para presentar el mundo a cada uno de ellos, sólo con lo más apasionante que él sabe fuera de su corral: el mundo de los libros y la lectura. Su frase más célebre es Los Libros son Maravillosos.
- Ray: Un gallo de 10 años de edad, de personalidad muy graciosa, un poco exagerado y a veces tiene una personalidad algo cascarrabias.
- Dasha: Una pata de 6 años de edad muy atrevida, curiosa e inquisitiva que ama explorar sus alrededores.
- Libby: Una pequeña oveja de 2 años de edad que sólo menciona frases simples y relacionadas con el entorno. Todos sus amigos en la granja la quieren mucho y son muy sociables y amables con ella.